# Ana Kansky
Ana Kansky (ur. 20 czerwca 1895 w Ložach, zm. 3 listopada 1962 w Podgradzie) – słoweńska chemiczka, pierwsza osoba, która otrzymała stopień doktora Uniwersytetu Lublańskiego i jedna z pierwszych naukowczyń w Słowenii.

## Życiorys
Urodziła się w rodzinie posiadacza ziemskiego z Vipavy Karla Mayera i Any Dejak z Senožeč. Rodzice prowadzili piwiarnię i fabrykę prosciutto. Ukończyła szkołę podstawową w Vipavie, liceum dla dziewcząt w Lublanie, a następnie w 1914 zdała maturę w Klasycznym gimnazjum w Lublanie jako jedna z pierwszych dziewcząt, którym pozwolono na naukę w tej szkole. Pomimo dobrych wyników w nauce ojciec nie chciał wysłać jej na studia, gdyż obiecał matce Any przed śmiercią, że tego nie zrobi. W zamian zaproponował, by Ana sama zarobiła na swoje studia. Zarabiała, zbierając morele na plantacjach i sprzedając je w Trieście i Gorycji.
W latach 1914–1918 studiowała na Uniwersytecie Wiedeńskim. Jej głównym kierunkiem była chemia, a dodatkowym fizyka. W Wiedniu żyła skromnie u austriackiej arystokratki. Jej mieszkanie stało się punktem spotkań słoweńskich studentów. Byli wspierani przez, mieszkającego w Wiedniu, historyka literatury Ivana Prijatelja. Poznała również przedstawiciela Pobrzeża Austriackiego, który umożliwił jej stały dostęp do Parlamentu. Dzięki temu była świadkiem odczytania w 1917 Deklaracji majowej postulującej zjednoczenie południowych Słowian.
W związku z sytuacją po I wojnie światowej i rozpadem Austro-Węgier Uniwersytet Wiedeński usunął słowiańskich studentów w 1918. Musiała więc przerwać studia i przenieść się do Lublany. Wznowiła studia na nowo otwartym Uniwersytecie Lublańskim pod kierunkiem profesora Maksa Samca i 15 lipca 1920 obroniła pracę doktorską O učinkovanju formalina na škrob (O wpływie formaliny na skrobię) i została pierwszą osobą, której nadano stopień naukowy doktora na tym uniwersytecie.

## Kariera zawodowa

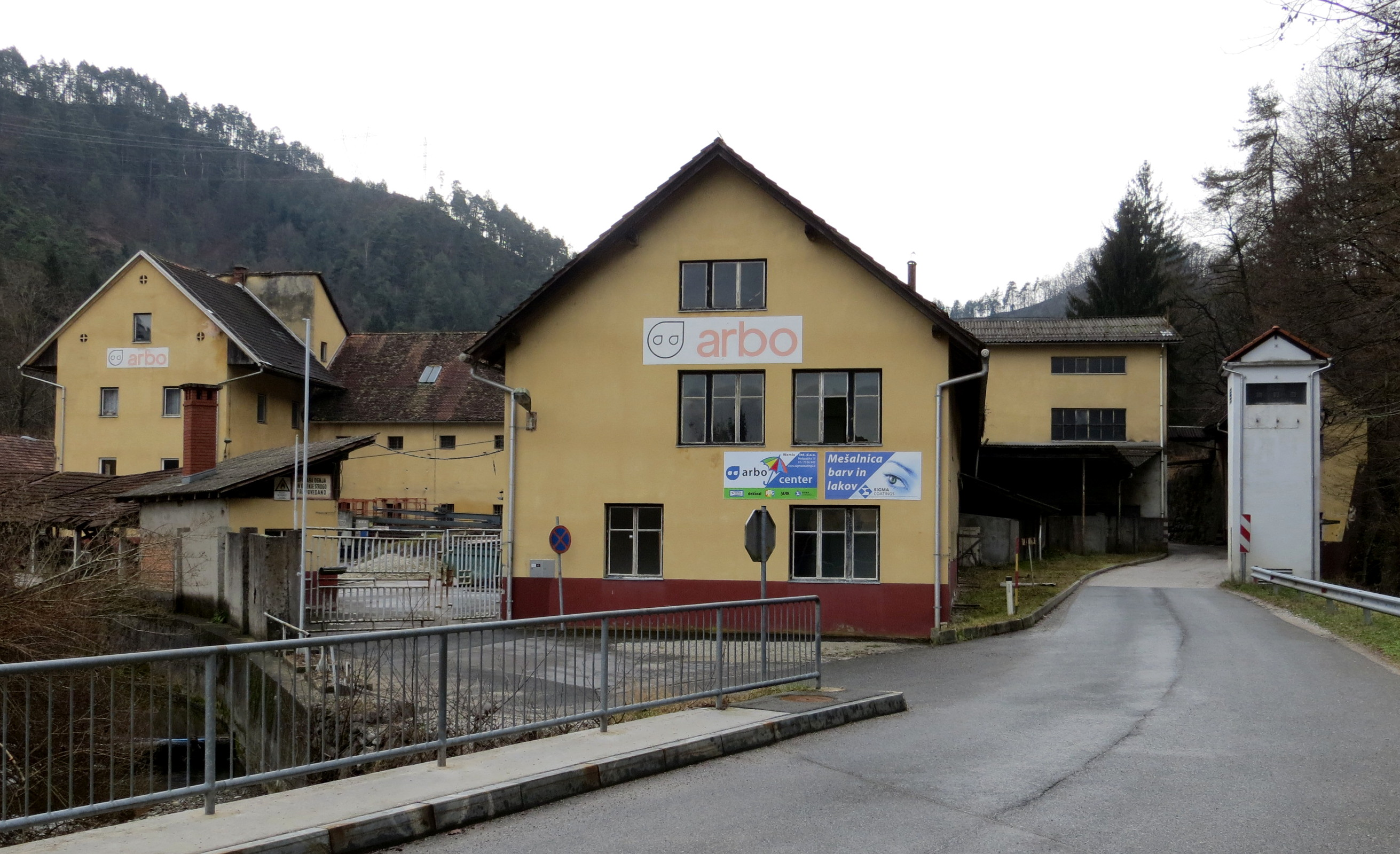
Opuszczone budynki ARBO (byłej fabryki Kanskich)

Kilka miesięcy przed obroną doktoratu została pierwszą kobietą w kadrze naukowej uniwersytetu w Lublanie, najpierw jako asystent, a następnie kontynuowała pracę w Instytucie Chemii. W następnych 2 latach opublikowała 4 prace naukowe. W 1921 wyszła za mąż za profesora Wydziału Medycznego Evgena Kansky’ego. Para miała troje dzieci: Aleksieja, Evgena i Nušę. W 1922 przerwała pracę naukową.
W tym samym roku małżeństwo uruchomiło pierwszą w Słowenii fabrykę eteru dietylowego w Podgradzie. Ana zajmowała się przedsiębiorstwem Dr. A. Kansky – kemična tvornica, a jej mąż laboratorium. W 1929 nabyli opuszczone pomieszczenia fabryki Osterberger Ölfabrik bei Laibach, odnowili i zelektryfikowali je. Wyremontowali również nieodległe zabudowania zamku, w którym mieszkali. Wkrótce rozpoczęli produkcję estrów do rozpuszczalników. Utrzymywali również dom w Lublanie, gdzie znajdowały się biura i sklep. W czasie II wojny światowej zakłady zostały skonfiskowane przez Niemców, a po jej zakończeniu znacjonalizowane przez rząd Jugosławii i funkcjonowały pod firmą Tovarna kemičnih izdelkov Arbo. Evgen został zmuszony do rezygnacji z pracy a Ana została nauczycielką chemii.